# Década cosmológica
Dos astrofísicos de la Universidad de Míchigan (Fred Adams y Greg P. Laughlin), por conveniencia, inventaron una unidad llamada década cosmológica.
Una década cosmológica (DC) es una división de la edad del universo. La división se hace en la escala logarítmica de base 10, un segundo cada década cosmológica representa un período de tiempo superior a diez veces la década anterior.
- Una década cosmológica de 20 tiene 10^20 años (ó 1 con 20 ceros consecutivos).

## Las Eras de las Décadas Cosmológicas
Los investigadores han dividido al futuro en Eras.
- Estelífera o llena de estrellas. Es como se le conoce a la era actual. Durante esta era el Universo está lleno de estrellas, galaxias y planetas como los que conocemos. Esta era finaliza en la década cosmológica [6 a 15] (esto es 10^14 o 100 billones de años). Se calcula que sobre la década cosmológica [10] los planetas comienzan a generar vida sobre sus superficies y aparece el inicio de la aceleración de la expansión del universo. Al final de esta era, las estrellas habrán consumido todo su combustible y habrán muerto dejando tras suyo solo recuerdos de lo que alguna vez fue una era gloriosa. En la década cosmológica [20-30] el cielo nocturno estará continuamente oscuro, solo habría estrellas muertas, supondrá el comienzo de la siguiente era.

- Degeneracion. Durante esta era, el Universo estará compuesto de planetas muertos, enanas oscuras, enanas blancas, estrellas neutrónicas, agujeros negros y algunas formas teóricas de materia oscura. Estos objetos, todavía gravitacionales, interactuarán unos con otros, ocasionalmente chocando entre sí y formando nuevas estrellas. Pero tarde o temprano los objetos caerán en los agujeros negros y cada vez habrá menos cosas, todas las estructuras irán lentamente desapareciendo. Sobre la Década [40] los planetas y las estrellas habrán desaparecido. Esta era durará hasta la década cosmológica [60]. Al final de esta era, todos los protones, que componen los núcleos de los átomos, degenerarán.

- Agujeros Negros supone la década cosmológica [60 - 100]. Recibe este nombre porque los agujeros negros serán los únicos objetos gravitacionales de importancia que quedarán en el Universo. Sin embargo, los agujeros negros no son eternos. Se evaporan bajo lo que conocemos como Radiación Hawking. Para la década cosmológica 100, todos los agujeros negros se habrán evaporado.
- La Era Oscura

Desde la era cosmológica 100 en adelante, el Universo estará compuesto solo de radiación electromagnética y de partículas como electrones, positrones y neutrinos que, hasta donde se sabe, tienen una vida infinita. De este punto en adelante continuarán sucediendo cosas interesantes debido a las fluctuaciones cuánticas, pero básicamente hemos llegado a los límites de nuestro conocimiento físico.

## Ampliación
- Existe un documental denominado "Apocalipsis Galáctico", en el cual, entre otras teorías, se explican muy bien las Décadas Cosmológicas.
- La etapa estelisfera es nombrada en la saga literaria Tablas de Aralaxia.